# OpenNN
OpenNN (Open Neural Networks Library) est une bibliothèque logicielle écrite en C++ qui met en œuvre 
des réseaux neuronaux. La bibliothèque est de open source et elle est logée dans SourceForge.net. Elle a été distribuée sous la Licence publique générale limitée GNU. 
OpenNN met en œuvre des méthodes pour l’exploration de données en étant un ensemble de fonctions qui peuvent être ajoutées dàns d’autres outils des logiciels qui utilisent une interface de programmation, pour l’interaction entre l’outil de logiciel et les tâches d’analyse prédictive. Ainsi, la bibliothèque ne dispose pas d’une interface graphique, mais parmi les fonctions qu’elle développe, il y en a plusieurs qui peuvent être complétées avec des outils de visualisation spécifique.

## Histoire
Le développement de OpenNN s’initia au Centre Internacional de Métodos Numéricos en Ingeniería (CIMNE), en 2003, en faisant partie d’un projet de recherche de l’Union européenne appelé ‘RAMFLOOD’. Ensuite, il continua en faisant partie d’autres projets similaires. Actuellement, OpenNN est développé par l’entreprise startup Artelnics.
En 2014, la page «Big Data Analytics Today» qualifia OpenNN comme le numéro 1 dans la liste de projets d’intelligence artificielle inspirés du fonctionnement du cerveau. Dans la même année, ce logiciel fut sélectionné parmi les 5 meilleures applications d’exploration de données, par «ToppersWorld».

## Applications
OpenNN est un logiciel à un usage générale, qui peut être utilisé pour des tâches d’apprentissage automatique, d’exploration de données et d’ analyse prédictive dans différents domaines. Par exemple, la bibliothèque OpenNN a déjà été utilisée dans les domaines de l’ingénierie, de l’énergie ou de l’industrie chimique.